# Вилијам Садлер
Вилијам Томас Садлер (енгл. William Thomas Sadler; Бафало, 13. април 1950) амерички је позоришни, филмски и ТВ глумац.
Вилијам Садлер је дебитовао као глумац у Њујоршком театру. Крајем 1970-их и почетком 1980-их играо је неколико улога у телевизијским филмовима и серијама. Мала споредна улога додељена је Садлеру у комедији Превара из 1982. са Џином Вајлдером у главној улози. У акционом филму Отпоран на метке, Садлер је играо сенатора Вернона Трента, противника Мејсон Сторма, кога игра Стивен Сигал. У акционом филму Умри мушки 2 из 1990. Садлер је добио улогу пуковника Стјуарта, који се супротставља протагонисту Џону Меклејну, кога тумачи Брус Вилис. У трилеру Играј се с ватром из 1990. Дениса Хопера, са Доном Џонсоном и Вирџинијом Медсен у главним улогама, Вилијам Садлер је играо улогу Френка Сатона.
Године 1992. Вилијам Садлер је добио филмску награду Сатурн за улогу Грим Рипер-а у Уврнуто путовање Била и Теда, у којој је играо заједно са Кијану Ривсом. У научнофантастичној комедији Фрикс из 1993. Садлер је играо једну од главних улога. У хорор филму Непристојно понашање Садлерови партнери су Џејмс Марсден и Кејти Холмс. У периоду 1998—1999, Садлер је глумио у неколико епизода Звездане стазе: Дубоки свемир 9 као озлоглашени Лутер Слоун.
Познат је и по томе што је, уз глумце Џефрија ДеМана и Брајана Либија, глумио у три филма Френка Дарабонта по делима Стивена Кинга у Бекство из Шошенка (1994), Зелена миља (1999) и Измаглица (2007).